# Lubo Kristek

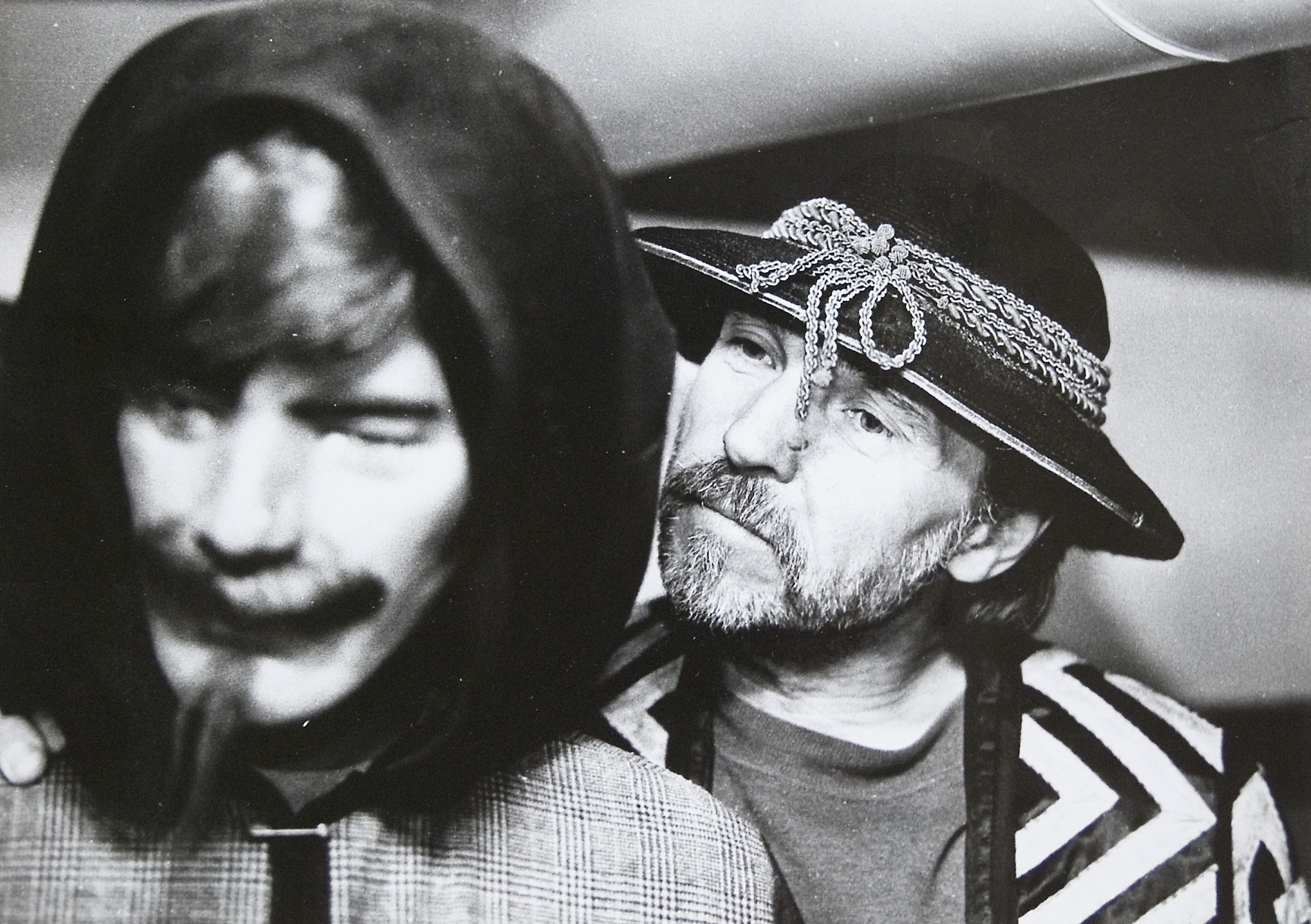
Lubo Kristek (1997)

Lubo Kristek (* 8. Mai 1943 in Brünn) ist ein zeitgenössischer Maler, Bildhauer und Aktionskünstler tschechischer Abstammung. Von 1968 bis in die 1990er Jahre lebte er im Exil in der Bundesrepublik Deutschland. Ein Großteil seiner Arbeiten ist vom Surrealismus und abstrakten Expressionismus geprägt und zeigt deutliche Züge des phantastischen Realismus der Wiener Schule. Er ist einer der letzten noch arbeitenden Vertreter des Spätsurrealismus.

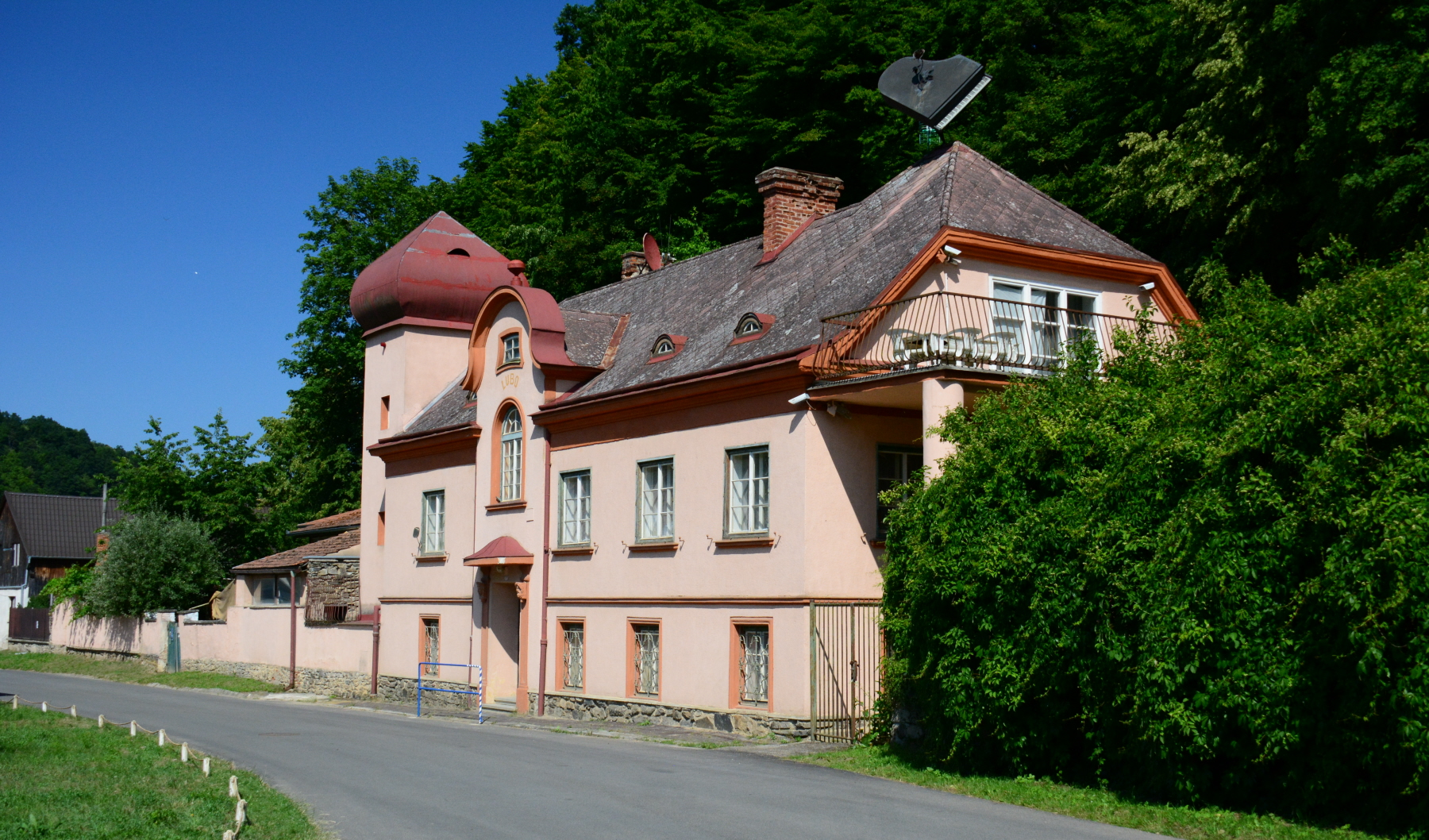
„Schlösschen Lubo“ mit Piano auf dem Dach

## Leben und Wirken

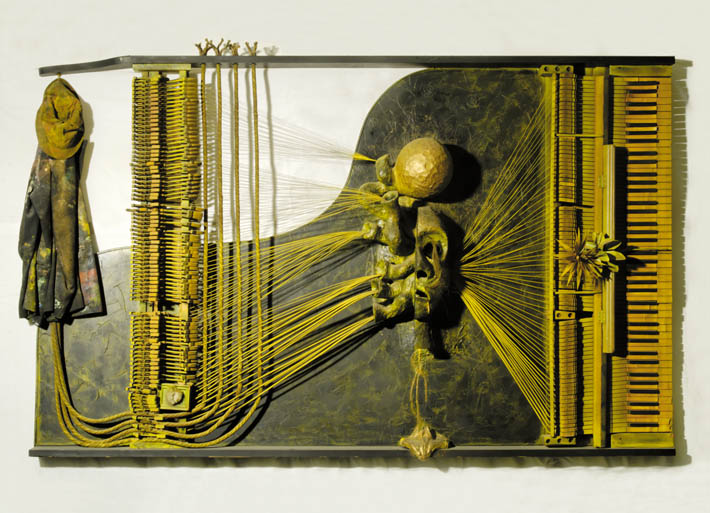
Lubo Kristek: Metastation der zurückgelassenen Töne (1975–76), Schloss Ruegers

In der Frühphase seines Schaffens lebte und arbeitete er im bayerischen Alpenvorland in Landsberg am Lech und Kleinkitzighofen. Diese Zeit im Exil war für seinen künstlerischen Reifeprozess maßgeblich. In der Spätphase wirkt er im Südmährischen Raum unweit der österreichischen Grenze. Seine Künstlerwerkstatt und Galerie befindet sich in Freistein an der Thaya (Podhradí nad Dyjí) im Schlösschen Lubo (Zámeček Lubo). Trotz seines fortgeschrittenen Alters empfängt er persönlich heute noch (2015) gelegentlich Gäste, um ihnen sein Lebenswerk näher zu bringen.
Seine Arbeit umfasst Werke aus den Bereichen Malerei, Bildhauerei und Musik. Internationale Aufmerksamkeit erlangte er unter anderem durch seine künstlerischen Happenings, welche er seit den 1970er Jahren bis in die Gegenwart veranstaltet. Ausnahmslos alle Aktionen werden von künstlerischen Artefakten oder Objekten begleitet, welche zum Teil am jeweiligen Ort des Geschehens verbleiben und dort zu einem Bestandteil von Kunst im öffentlichen Raum werden.

## Kontext seines Schaffens
„Es ist nicht vermessen, dass Lubo Kristek einer der wenigen Künstler ist, die ihrer schöpferischen Berufung nun fast schon lebenslang gefolgt sind und dabei besonders nachhaltige Impulse gesetzt haben.“

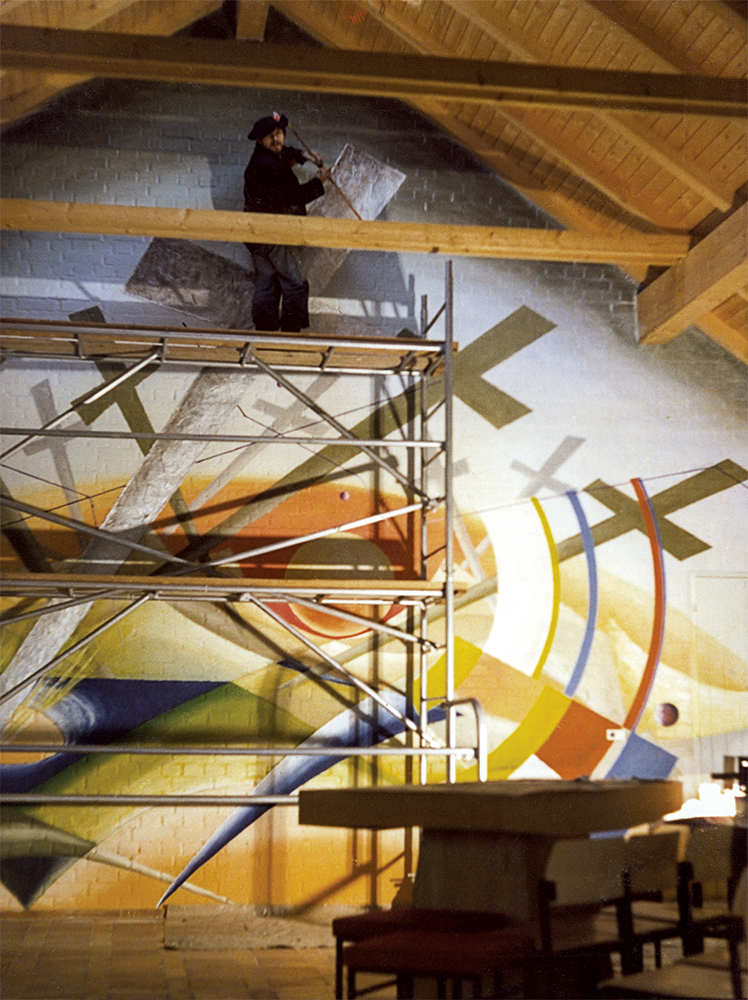
Lubo Kristek in der Friedhofskapelle, Penzing (1977)

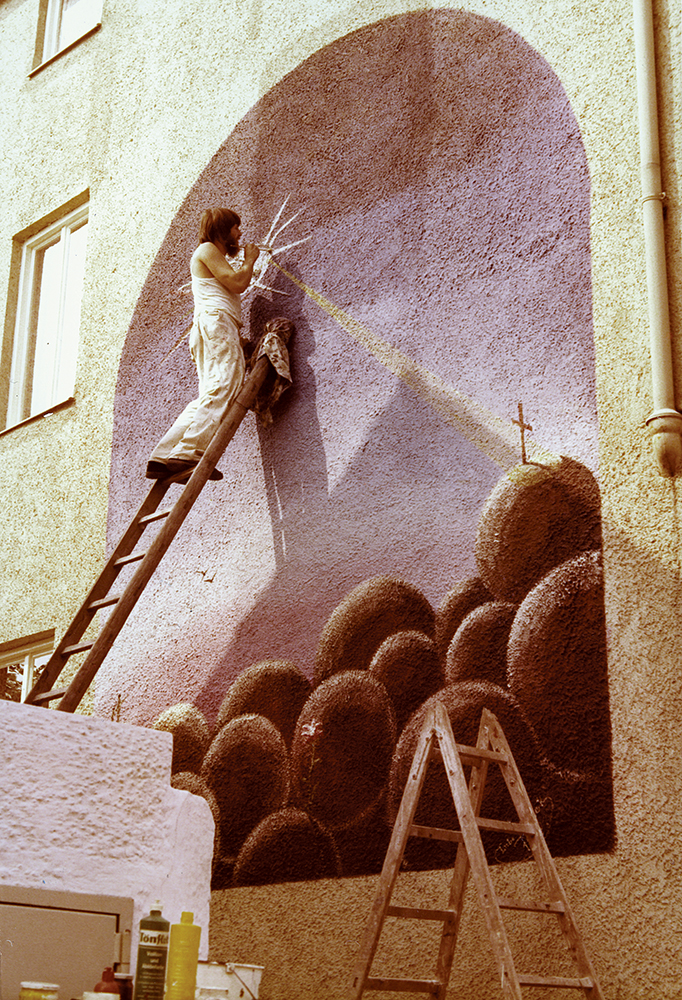
Lubo Kristek in Augsburg (1974)

In den 1960er Jahren lebte Kristek in einem heruntergekommenen Haus, einer früheren Seifenmanufaktur in Hustopeče (in der Nähe von Brno), wo er Veranstaltungen organisierte, in denen Musik, visuelle Kunst, Poesie, Theater und Improvisation miteinander verbunden wurden. Das Austesten von Grenzen, das Experimentieren und Überschreiten des konventionellen Rahmens waren für ihn am Anfang seines Schaffens sehr bezeichnend.
Zu dieser Zeit experimentierte er mit Feuer als Ausdrucksmittel. Es war sein Dialog mit dem Unvorhersehbaren. Er unterdrückte absichtlich oder annullierte manchmal sogar seine künstlerische Handschrift, um das Material zu Wort kommen zu lassen.
Die kosmopolitischen Aspekte von Kristeks Werk sowie seine Fähigkeit, transkulturelle Erfahrungen einzubringen, hängen mit seiner Emigration nach Westdeutschland im Jahre 1968 zusammen. Er hatte sich in Landsberg am Lech niedergelassen, wo er fast drei Jahrzehnte lang lebte und arbeitete. Es war auch zu dieser Zeit, dass er anfing, Kristeks Nachtvernissagen zu veranstalten, aus denen seine Happenings hervorgingen. Die Vernissage (und die gesamte Ausstellung) dauerte nur eine Nacht. Kristeks Atelier in Landsberg wurde zu seinem künstlerischen Schmelztiegel.

„Kristek stellt in Traum- und Phantasiemotiven den schöpferischen Aspekt der Freudschen Welt des Unbewußten und konkreter Irrationalität in direkten Gegensatz zu einer einseitig rationalen gewohnten und konventionellen Welt. Kristek erfüllt auch das Grundprinzip des Surrealismus – das Prinzip der spontanen Entstehung der Form aus dem Chaos, in dem er Impulsen lauscht, die den Menschen mit der Natur verbinden. Kristek öffnet tief liegenden mentalen und natürlichen Quellen Tür und Tor. In seinem künstlerischen Schaffen tritt eine gewisse Unberechenbarkeit und seismographische Aktivität zutage, die es ihm ermöglicht, dem kontrollierten Raum zu entrinnen. Kristek folgt der Idee des sogenannten Gesamtkunstwerks.“

Von Landsberg aus bereiste Kristek die Europa. Er erkundete verschiedene Länder und genoss es, durch die Landschaft zu wandern und ihre Bewohner zu treffen. Diese Reisen und Erkundungstouren hatten eine spezielle Bedeutung für ihn und brachten ihm Inspiration für seine kreative Arbeit und Entwicklung.
1977 bereiste Kristek mit seinem Amerikanischen Zyklus 77 die Westküste der Vereinigten Staaten von Amerika sowie Kanada.
Kristeks Arbeit erregte Aufmerksamkeit. Das Münchner Magazin Applaus erwähnte bereits im Jahr 1982 einige seiner bedeutenden Leistungen:

„In Greifenberg steht ein Brunnen von seiner Hand, in Penzing malte er in der Friedhofskapelle das Fresko Kreuze, und im Treppenhaus des Landsberger Ignaz-Kogler-Gymnasiums ragt, monumental, Kristeks Baum des Wissens über die Stockwerke hinaus bis zum Oberlicht. Hinzu kommen Skulpturen in Parks und Gärten, Reliefs und künstlerisches Dekor an und in vielen Privathäusern.“

Im Jahr 1989, nach der samtenen Revolution, trat Kristek nach und nach die Rückreise in sein Heimatland an (für eine gewisse Zeit pendelte er zwischen Deutschland, Tschechien und einigen anderen Ländern hin und her, verlor aber nie den Kontakt zu Deutschland). Er ließ sich in Podhradí nad Dyjí nieder. Auf dem Dachfirst seines Ateliers stellte er eine Skulptur auf, die ein Klavier zeigt, das auf einem Bein balanciert. Der tschechische Schriftsteller Jaromír Tomeček enthüllte die Skulptur, und basierend auf dem Titel des Kunstwerkes nannte er die gesamte Landnachbarschaft um den Fluss Thaya Kristeks Tal der göttlichen Vergänglichkeit eines Tones.
Der Kulturminister der Tschechischen Republik, Václav Jehlička, schrieb in diesem Zusammenhang:

„Kristek balanciert in seinem Ausdruck auf einem zerbrechlichen Punkt, wo sich verschiedene Stile und Ausdrucksmittel verbinden. Genauso ist auch eines seiner Lebenssymbole – ein Klavier, das sich auf einem Bein auf der Spitze des Dachs seines Ateliers in der Tschechischen Republik aufbäumt.“

Kristek führte seine Happening-Aktivitäten fort. Bislang hat er Happenings in Deutschland, den Vereinigten Staaten von Amerika, Kanada, Italien, Spanien, Tschechien, Österreich, der Türkei, Belgien und in der Slowakei veranstaltet.
In den Jahren 2005–2006 erschuf er Kristek’s Glyptothek im Thayatal, einen bildhauerischen Weg von Pilgerstationen entlang der Thaya.

### Skulpturen, Plastiken und Assemblagen

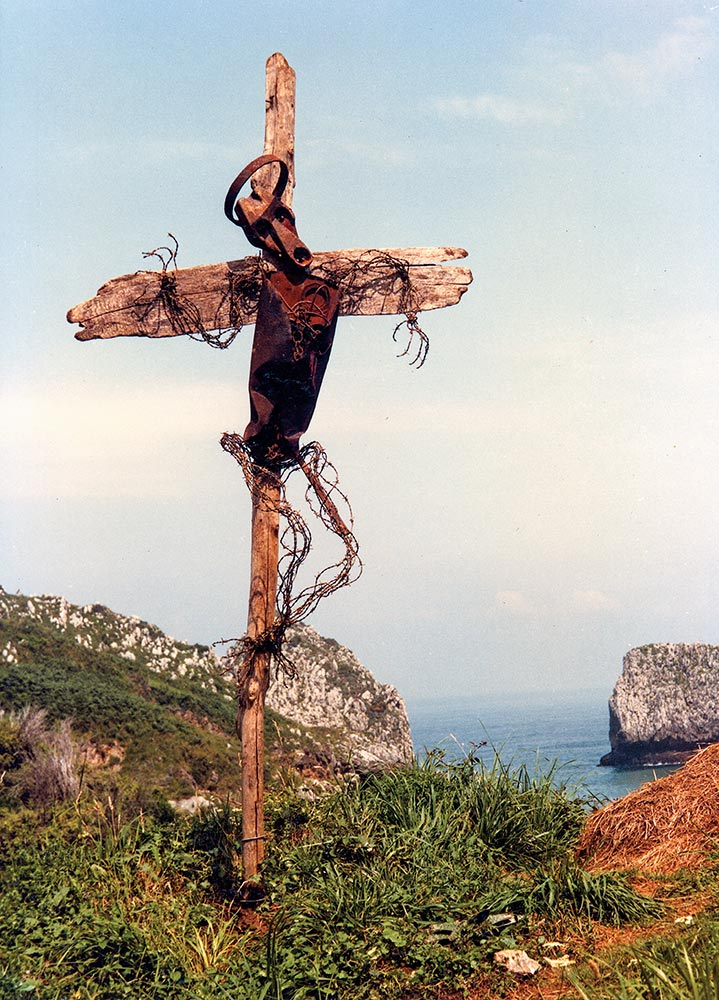
Lubo Kristek: Stacheldraht-Christi (1983)

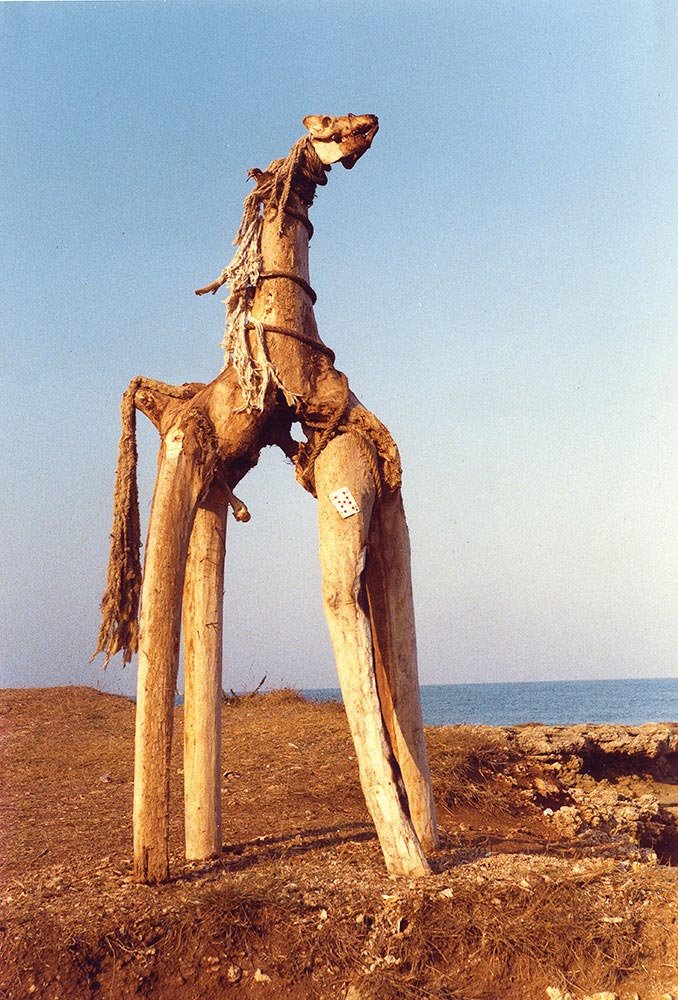
Lubo Kristek: Meeres-kavallo (1986)

Eines von Kristeks ersten Kunstwerken, Vision – Verbrennung Christi (1964), entstand in dem Haus in Hustopeče und zeigt, wie der Künstler Material und Werte austestet. Als erstes erschuf er eine wirklichkeitsgetreue gusseiserne Skulptur Christi. Dann befestigte er diese auf einem Kreuz in einer hölzernen Konstruktion und verformte sie mit Hilfe von Flammen weiter. Das schmelzende Material symbolisiert die Relativität der Form und die Relativität des schmelzenden Glaubens in Kristeks Heimatland in den 1960er Jahren.
Auch die Skulptur Die Seele (1977) gehört zu Kristeks mit Flammen geformten Kunstwerken. Die Kugel, welche die Spitze dominiert, ist ein Symbol des künstlerischen Erbes, welches Kristek von seinem Lehrer und Seelenverwandten Arno Lehmann (deutscher Künstler, welcher in Salzburg lebte, wo Kristek ihn immer wieder besuchte) antrat.
Die großräumige Plastik Baum des Wissens (1981), welche weiter oben beschrieben wird, erstreckt sich über drei Gebäudestockwerke und ist ein Beispiel für die Harmonisierung einer Skulptur mit ihrer Umgebung, welche Kristek später in seinen Landschaftswerken verwendete. Dieses Kunstwerk genießt hohes Ansehen. Das Münchner Magazin Steinmetz + Bildhauer schrieb:

„Über den Holzkern hat Kristek Bänder aus getriebenem Edelmetall gespannt. Aus Metall bestehen auch die Früchte am Baum und die Verzweigungen. (…) Eine engere und sinnträchtigere Einheit von Kunst und Bau ist kaum denkbar. Wo ist unter den vielen Beispielen aus 12 Jahren Kunst und Bau aus dem rheinischen Raum Vergleichbares zu finden?“

Kristek hat seinen künstlerischen Fußabdruck in der Landschaft der spanischen Küste von Kantabrien hinterlassen. Die Assemblage Stacheldraht-Christi (1983) ist ein mitleidvolles Relikt der heutigen unmenschlichen und rationalisierten Welt.
1986 schuf er aus Material, das an die italienische Küste angeschwemmt wurde, die Assemblage Meeres-kavallo. Das Pferd ist wie in der Zeit eingefroren, es hat einen Schädel anstatt eines Hauptes, ist aber auch ein Symbol der unendlichen Lebensbewegung und eine Repräsentation der galoppierenden Wellen sowohl des Lebens als auch des Meeres.

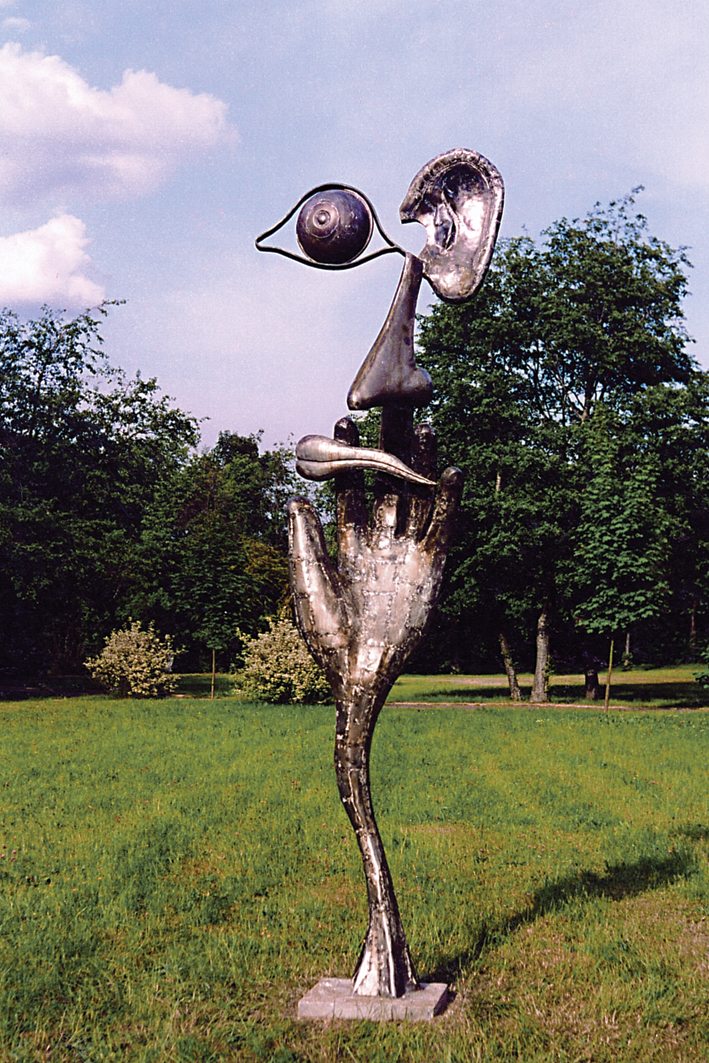
Lubo Kristek: Denkmal für die fünf Sinne (1991), Neues Stadtmuseum, Landsberg a.L

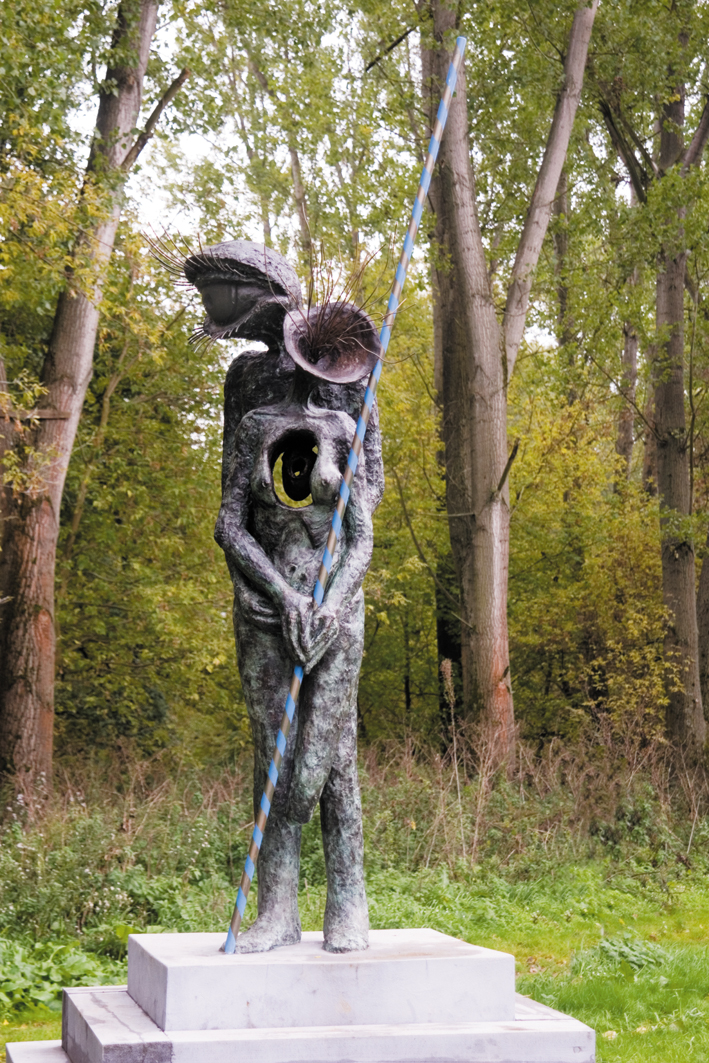
Lubo Kristek: Die Suchenden (2005–2006), Sekule

Kristek verwandelt seine Assemblagen in eine moderne Version von Altären und Tabernakel. Ein Beispiel hierfür ist seine Assemblage Die Tragende (1969), welche das Resultat einer langen Debatte mit seinem Freund Eberhard Trumler (welcher ein Schüler und Kollege des Gründers der Ethologie, Konrad Lorenz, war) über die Mechanismen des Überlebens einer Art ist.
Seine Kunstwerke übersteigen normalerweise den gegebenen Rahmen. Für ihn ist die Assemblage eine Plattform für das Überwinden oder Erweitern der Grenzen des definierten Bereiches oder der jeweiligen Bedeutung. Wir können dies in den Assemblagen Familie mit dem unsichtbaren Mann (1994), Harlekina und die Versuchung (1994) und Auf der Müllgrube der Zeiten (1994) sehen. In der letzten der erwähnten Assemblagen und in der Assemblage Metastation der zurückgelassenen Töne (1975–1976) baute Kristek Schnüre, Teile von Musikinstrumenten und Saiten ein. Seine „Netze“ verfügen über spezifische Bedeutungsschichten. Diese zwei Kunstwerke resonieren thematisch mit der Entwicklung der Gesellschaft (früher) und mit Kristeks persönlichem Leben (später), womit sie einzigartige Spiegel darstellen.
Die Statue Denkmal für die fünf Sinne (1991) wurde zu einem von Landsbergs Sehenswürdigkeiten. 2008 schrieb der bayrische Staatsminister für Wissenschaft, Forschung und Kunst:

„Auch das 1992 vor dem Neuen Stadtmuseum aufgestellte Denkmal für die 5 Sinne – eine drei Meter hohe Hand mit Nase, Auge, Ohr und Mund – verdient besondere Beachtung. Denn damit erinnert uns der Künstler bei jedem Besuch des Museums daran, dass Kunst alle fünf Sinne anspricht und aus mit allen Sinnen wehrgenommen werden sollte.“

Die handwerklichen Fertigkeiten Kristeks kommen am meisten in seinen Metallplastiken zur Geltung, in denen er eine perfekt beherrschte Technik zur Anwendung bringt.

„Kristek schweißt, schleift und meißelt in der Art und Weise eines mittelalterlichen Künstlers und Handwerkers persönlich die Plastiken. Seine freien Plastiken stellen in vielerlei Hinsicht eine surrealistische Parallele zu den Bildleinwänden des tschechischen Malers Mikuláš Medek (1926–1974), des deutschen Malers Max Ernst (1891–1976) und des spanischen Malers Salvador Dalí dar. Dies belegen namentlich Kristeks Metallplastiken Denkmal für die fünf Sinne (1991) oder Der Windharfenbaum (1992).“

2002 widmete der Künstler den Auf- und Abstiegen verschiedener Glaubensrichtungen seine Aufmerksamkeit. Ganz speziell zeigte er die Grenzen, wo Glaube zu Demagogie wird und wo sein Bruchpunkt liegt, in der Assemblage Orgasmen der diversen Demagogien auf.
Kristeks Assemblage Im vorzeitig geklonten Zeitalter eines Planeten (2003) bietet eine künstlerische Neuinterpretation der Situation des Menschen in einem „fließenden“ Zeitalter der Globalisierung. Die Assemblage wurde zum Ausgangspunkt für sein Happening Visio sequentes oder Über das vorzeitig geklonten Zeitalter eines Planeten, in welchem er sein Konzept in einer dynamischeren und vielfältigeren Form entwickelte.
Im Jahr 2007 präsentierte Kristek eine Form von interaktiver Assemblage, als er Requiem für die Mobiltelephone aus Handys kreierte. Dann wandelte er die Idee in ein Projekt um, welches sich auf die Sucht nach versteckten Fallen in der modernen Gesellschaft konzentriert (Kristek sprach das Thema der Fallen schon 1976 in seiner Assemblage Entlärmte Ästhetik des Luxuriesens an). Er reiste von Land zu Land und die Assemblage veränderte ihr Aussehen mit Hilfe der Zuschauer und ihrer ausgedienten Handys.
Zwischen 2015 und 2017 hat Kristek eine weitere Pilgerstätte geschaffen. Er hat sein Haus in Brno in eine monumentale Assemblage umgewandelt, welche thematisch an den Mythos des Sisyphus angelehnt ist. Kristek-Haus ist somit zu einer neuen Sehenswürdigkeit in Brno geworden.

Lubo Kristek - Assemblagen
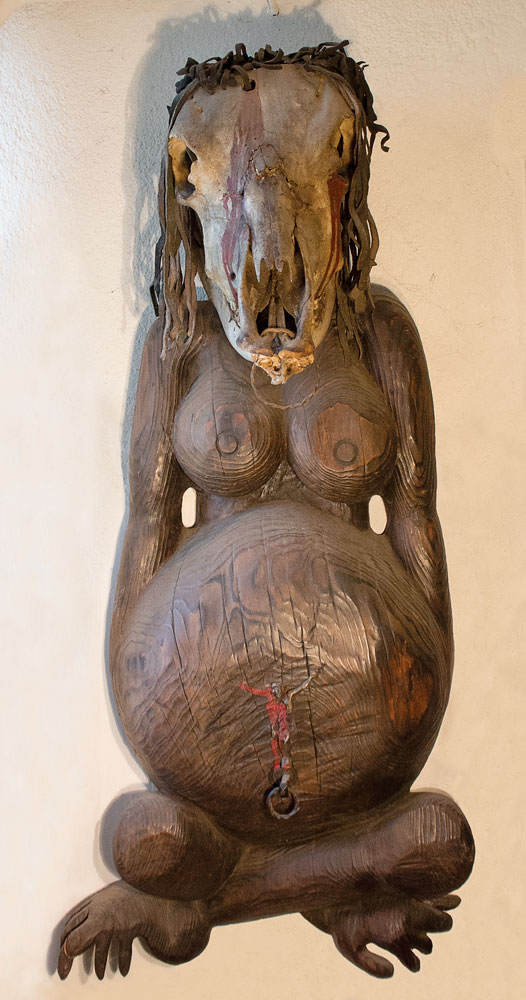
Die Tragende (1969)
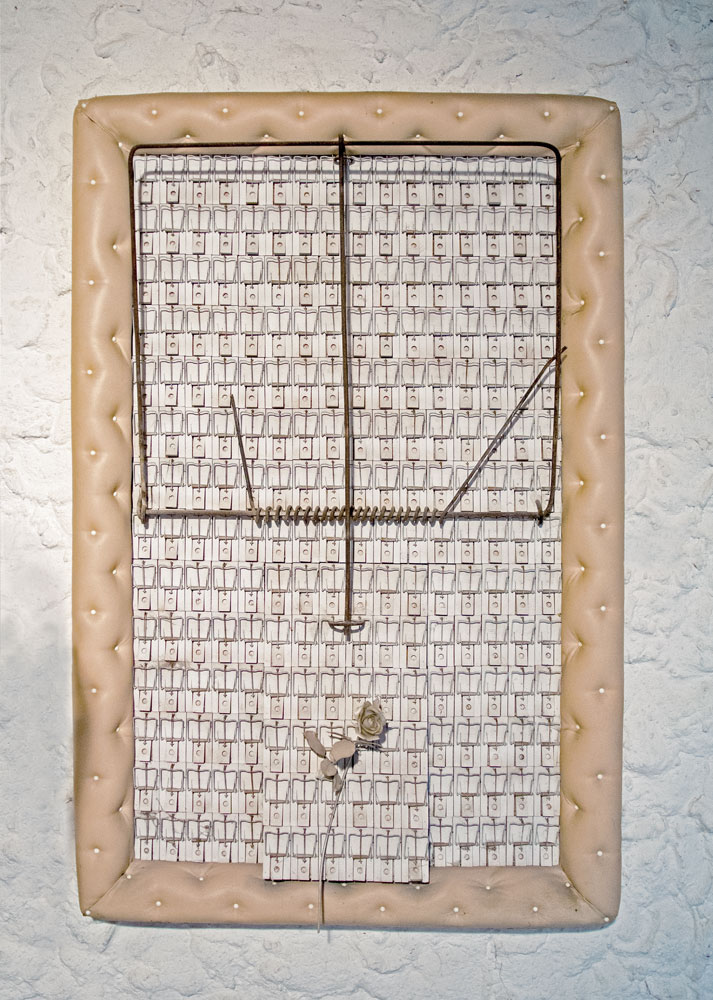
Entlärmte Ästhetik des Luxuriesens (1976)
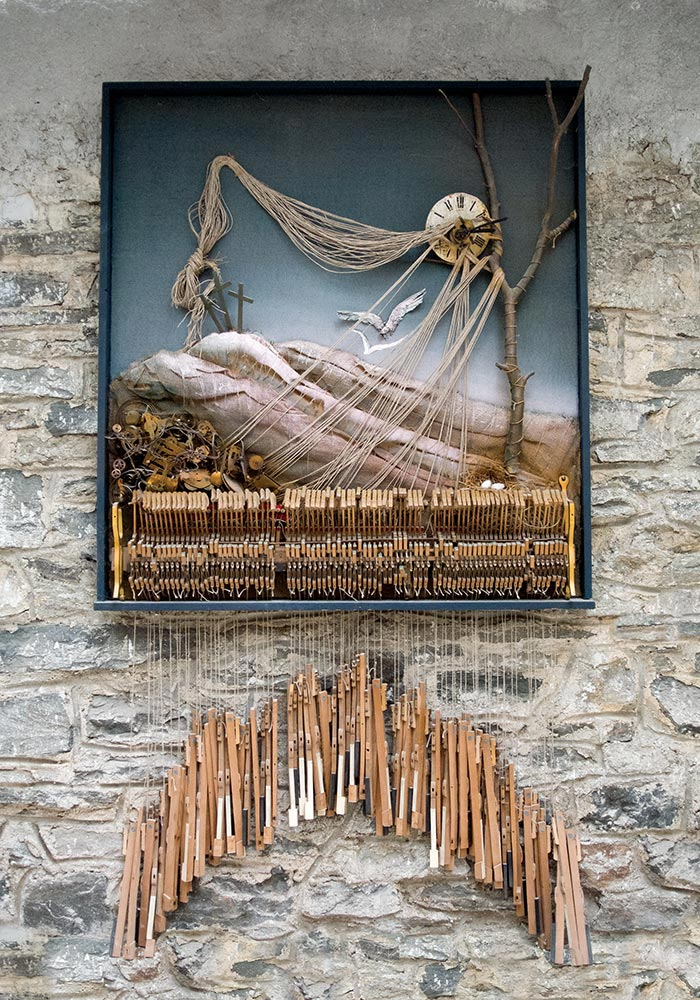
Auf der Müllgrube der Zeiten (1994)
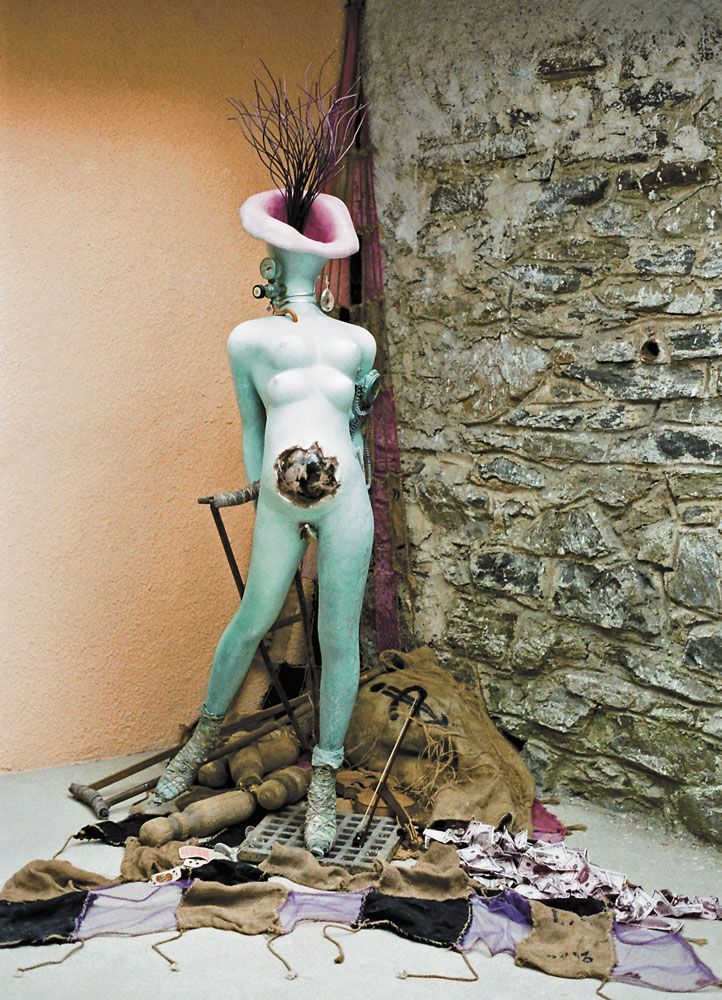
Im vorzeitig geklonten Zeitalter eines Planeten (2003)
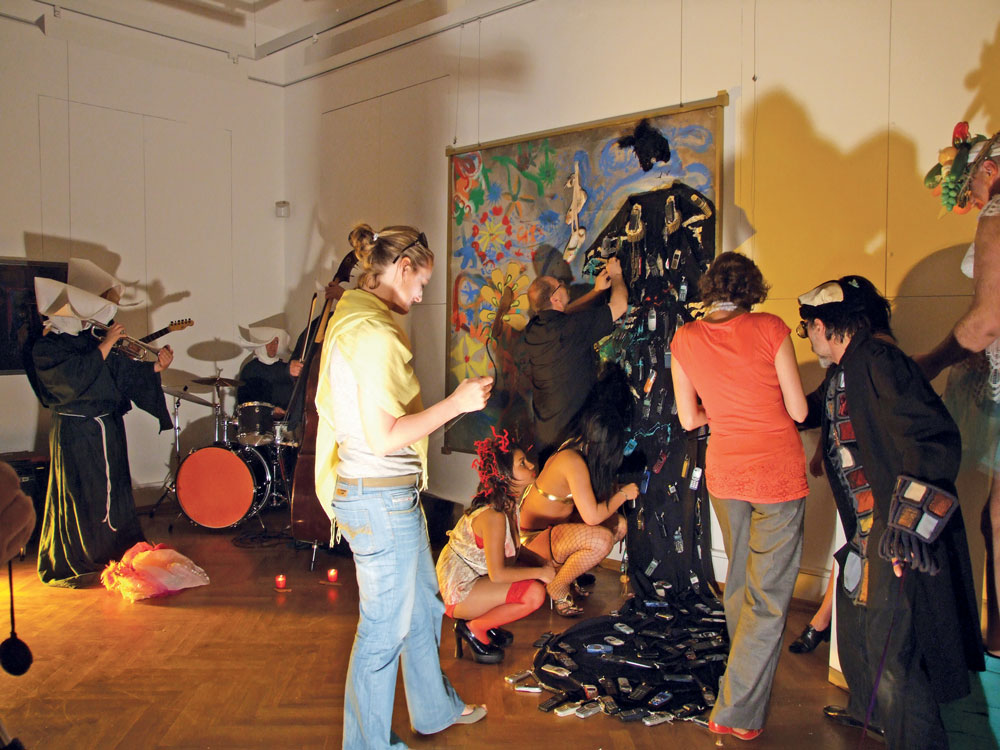
Requiem für die Mobiltelephone (2007–10)
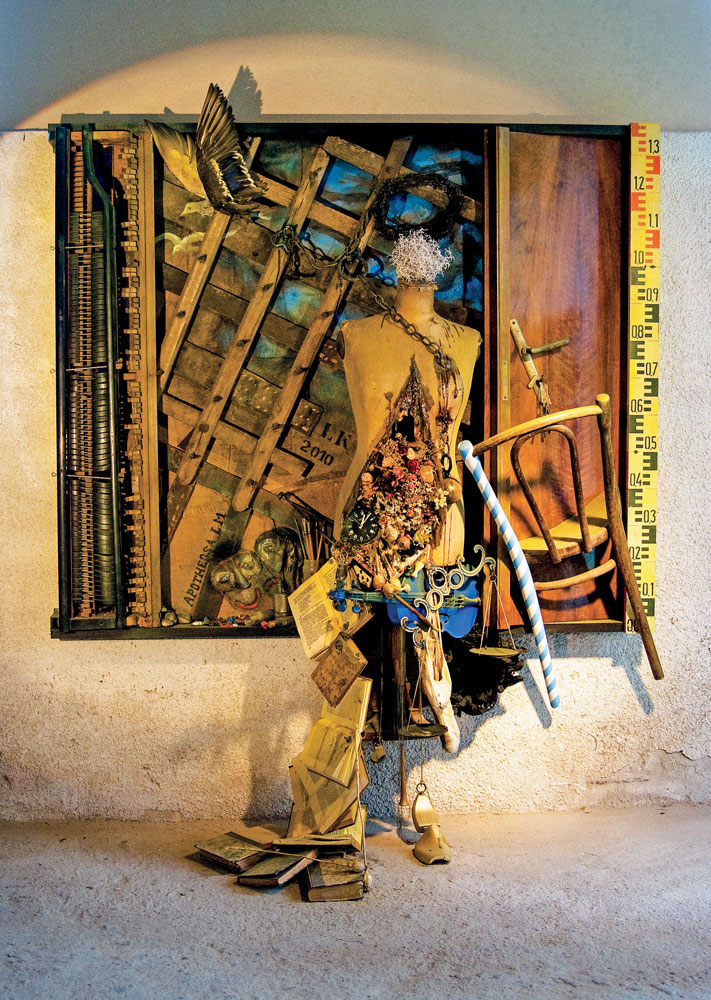
Apotheose des menschlichen Gehirns (2010)
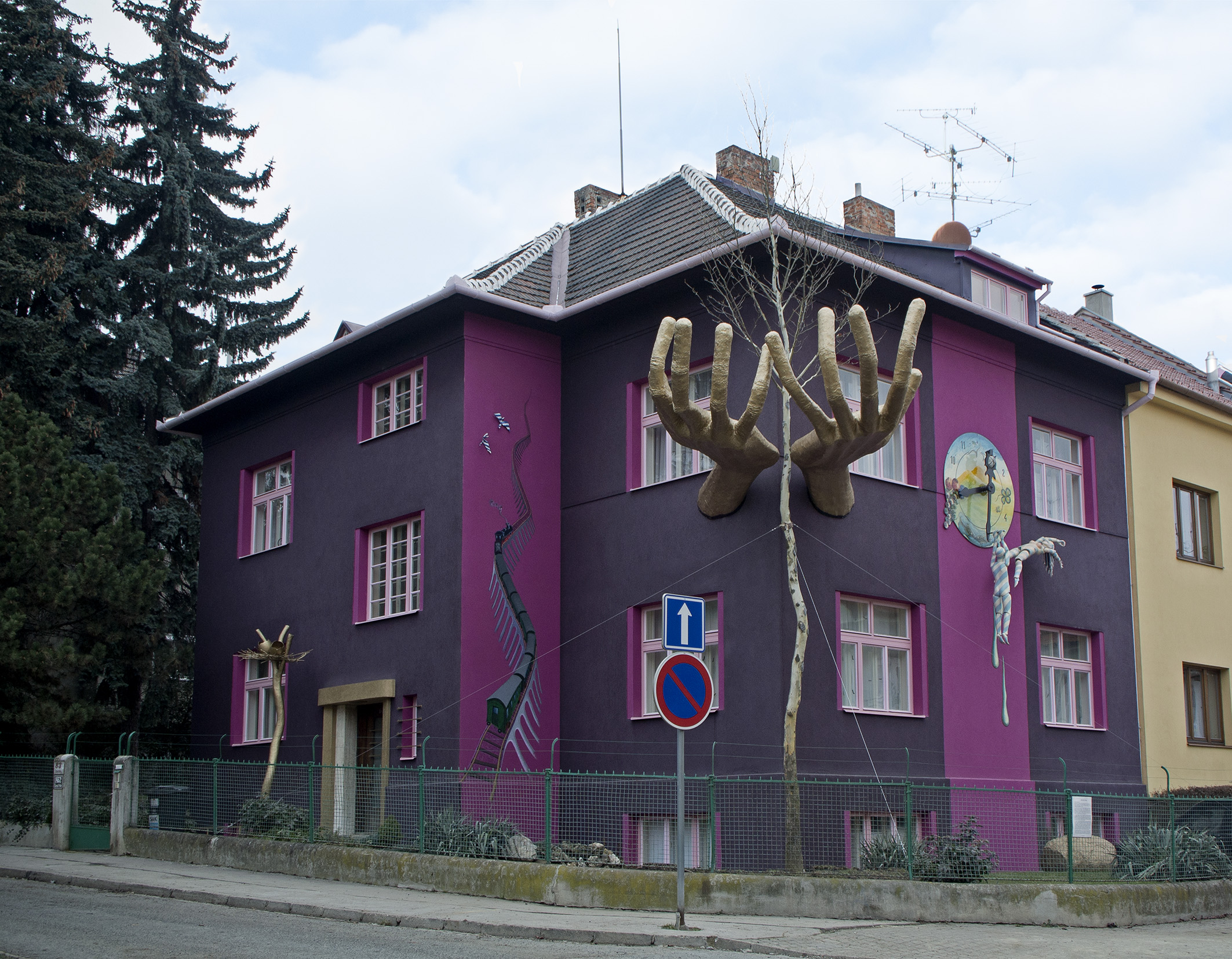
2017, Kristek-Haus (2015–17)

### Kristek’s Glyptothek im Thayatal
Die ersten Plastiken und Assemblagen in der Landschaft waren in den 1970er Jahren Vorreiter für eines von Kristeks Meisterwerken: Kristek’s Glyptothek im Thayatal, welches er in den Jahren 2005–2006 geschaffen hat. Dieser bildhauerische Weg von Pilgerstationen verläuft durch Tschechien, Österreich und die Slowakei, entlang der Thaya. Der Künstler hat die Statuen – in denen er Monumentalität, Handwerksqualität und eine spirituelle Ausrichtung erreicht hat – miteinander zu einer Pilgerreise verbunden, welche dem Fluss Thaya gewidmet ist. Dieser Weg enthält elf symbolische Stationen und wurde zu Kristeks Landschaftsgalerie. Er lädt diejenigen, die sich die Statuen ansehen wollen, zu einem Spaziergang durch die Landschaft ein. Dieser Weg bietet dem Pilger einen Blick auf sein inneres Selbst und schafft eine zusätzliche Dimension, die im Kontrast zum dominierenden Konsumlebensstil steht.

### Gemälde

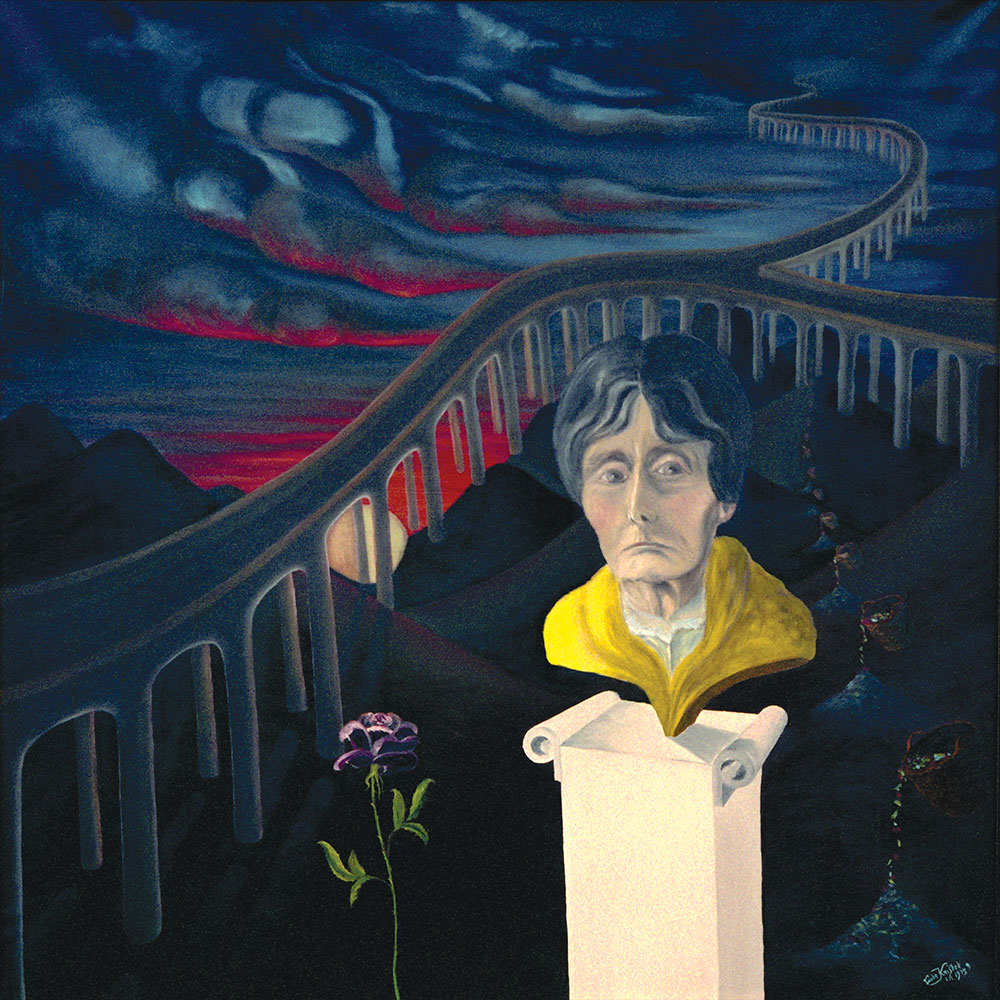
Lubo Kristek: Himmelsautobahn der Tante Fränzi (1974–75), Neues Stadtmuseum, Landsberg am Lech

Kristek hat in seinen Gemälden ein spezifisches Vokabular erschaffen. Man kann seinen Symbolen bestimmte „Attribute“ zuordnen. Die Betrachtung der inhaltlichen Evolution der Symbole ermöglicht ein tieferes Verständnis von seiner Kunst. Diese Symbologie dringt in seinem gesamten Lebenswerk in den verschiedenen Medien durch.
Das Thema der Brücke und der Straße kann man in seinen Gemälden bis in die 1970er Jahre zurückverfolgen. Diese Straße, die zumeist von Brücken begrenzt ist und sich ins Unbekannte erstreckt, nennt der Künstler „die Himmelsautobahn“. Diese reflektiert den Wunsch, eine Pilgerreise zur Spiritualität zu machen und mit Dingen verbunden zu sein, die größer sind als wir. Je näher man dem Wissen ist, desto näher ist man daran, die materielle Welt zu verlassen. Das Ölgemälde Himmelsautobahn der Tante Fränzi (1974–75), welches heute Teil der Sammlung des Neuen Stadtmuseums ist, ist ein Beispiel der Zeit, als dieses Symbol in Kristeks Gedanken geboren wurde.
Kristek interessiert sich für das Thema der Kommunikation (oder der missglückten Kommunikation) in der modernen und postmodernen Ära. Das sterbende Telefon im Gemälde Das vermooste Telefongespräch (1978–1982) ist ein Symbol der schwindenden Kommunikation. An einem der Strommasten auf dem Golgotha aus Müll ist der Gekreuzigte zu sehen.
Die Ballerina oder die Tänzerin ist das zentrale Thema in Kristeks Arbeit. Sie ist der dynamische Aspekt und Träger der Veränderung. Sie repräsentiert dieselbe Form von Dynamik bei seinen Happenings. Kristeks Ballerina entwickelt sich mit der Zeit weiter und reflektiert die Entwicklung der postmodernen Gesellschaft. Im Gemälde Billardspiel um das Leben und die Ballerina von 1987 personifiziert sie die Vitalität in einer Welt der konstanten Metamorphose. Um 2010 herum verändert sich jedoch die Bedeutung dieses Symbols und die Ballerina ist nun oft die letzte Zeugin der Zerstörung. In dem Happening Der Kreuzweg (2014) verschlingt die dreieinige Ballerina in Form von Flammen alles, was vom Schicksal übrig ist (die Szene ist gefolgt von einem andren von Kristeks Motiven, der Wiedergeburt). In dem Gemälde Eigenartiger Stabhochsprung (2016) erscheint die Ballerina als der Tod. Sie befreit die Welt von der leeren Gesellschaft des Mülls.

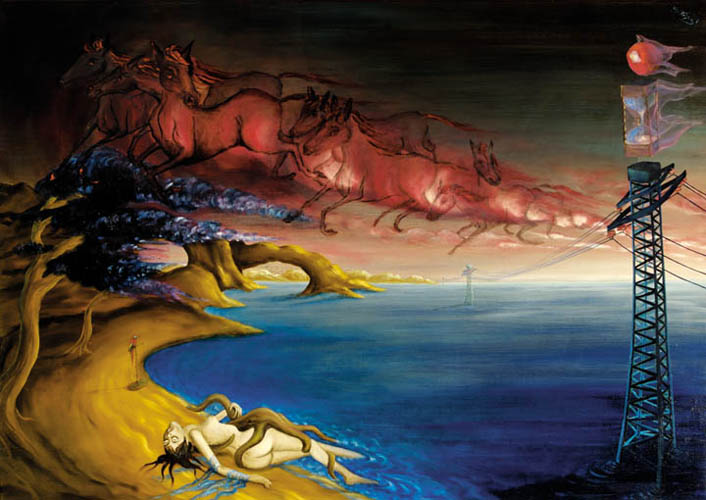
Lubo Kristek: Allseitige Hochspannung (1975–76)

Ein anderes von Lubo Kristeks lebenslangen Symbolen ist der Baum mit zwei Äpfeln. Der Baum ist nackt wie die Hoffnung, die aus der Asche der verschwendeten Bemühungen der Gesellschaft erwächst. Er kann unter anderem in dem Gemälde Die Waldimpression (1995) gefunden werden, wo er durch einen alten Wagen wächst. Er führt zu einem anderen Thema Kristeks, welches die Verwachsung oder Penetration von Formen ist, wie in dem Gemälde Suite für ein von einer masochistischen Tuba attackiertes biophiles Klavier (1995).

„Auf vielen Leinwänden Kristeks reifte eine expressiv verarbeitete Form des Symbolismus heran, in welcher jedes Element der Komposition betont wird. Nichts tritt hier zufällig auf und alles unterliegt den verborgenen Inhalten. Mit dem Kunstwerk drückt er innere psychische Zustände aus und steigert deren Ausdruck durch Übertreibung der Farben und Formen oder durch Deformation.“

### Happenings und Performances
1971 entstanden Kristeks Nachtvernissagen und damit auch seine Happenings. Der Zutritt dazu war immer kostenlos. Diese Veranstaltungsreihen formten maßgeblich seine künstlerischen Ansichten. Sie gelten bis in die Gegenwart als Treffpunkt für Bildhauer, Maler, Musiker, Poeten, Philosophen und die Öffentlichkeit. Die dabei herrschende jeweilige Stimmung wurde zum „Substrat seines Schaffens“.
Die Zeitschrift Collage beschrieb die ersten Jahre der Nachtvernissagen folgendermaßen:

„5 Jahre ist es her, daß Lubo Kristek ohne finanzielle Unterstützung seine erste Nachtvernissage veranstaltet hat, und dieses Jahr findet sie zum vierten Mal statt. Da treffen sich dann Künstler aus allen Teilen Deutschlands, aus Kanada, England und den USA. Sie stellen aus, feiern, diskutieren und rütteln an Garten-Zwerg-Ideologien.“

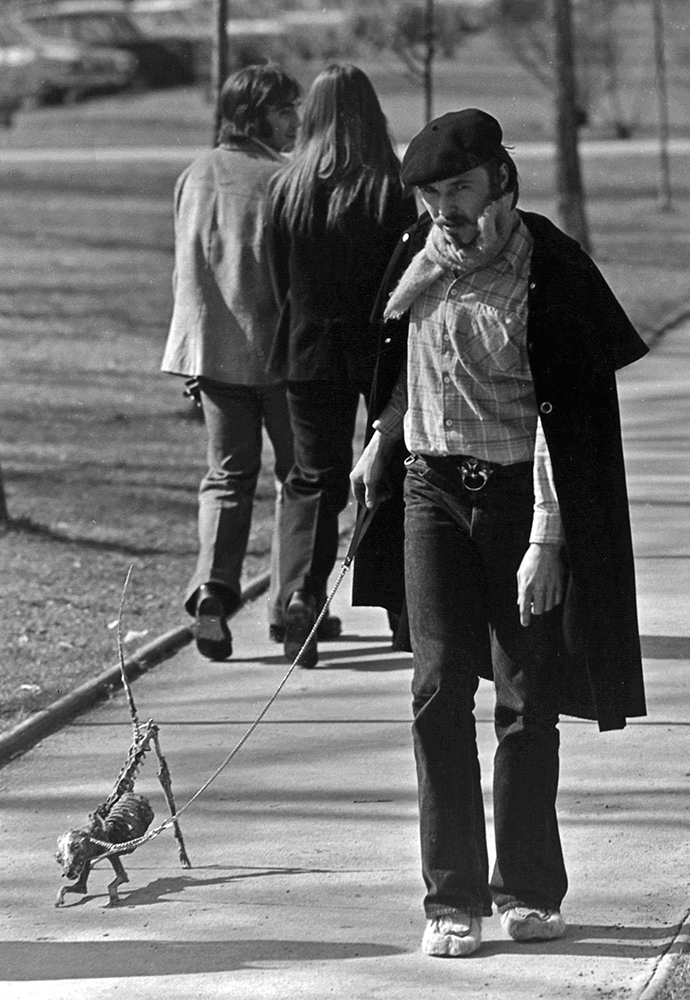
Lubo Kristek in Landsberg bei dem Spaziergang mit dem neurotischen Fuchs (1975)

Diese experimentellen Aktionen sind ein Schnittpunkt zwischen Theater, Musik, Improvisation und Ritual. Die Erfahrungen des Moments sind für Kristek essentiell. Die Happenings wurden nach und nach zu einem unabhängigen Teil seines Werkes. Die Motive von Tod, Krankheit der Gesellschaft und Verhängnis bekommen mit Geburt oder Wiedergeburt, Befreiung von Fesseln und Zusammenwachsen von Formen ein Gegengewicht.
Im Jahr 1975 unternahm Kristek eine besondere Aktion: er ging mit einem Fuchsgerippe, an dem noch Überreste ausgetrockneter Haut und Fell hingen, auf einer Kolonnade in Landsberg „spazieren“. Dabei studierte er besonders aufmerksam die Reaktionen der Passanten. Dieses Experiment mit dem Namen: Spaziergang mit dem neurotischen Fuchs hat er danach ganz genau dokumentiert.
Kristeks Veranstaltungen können unterschiedlich (Happenings, Performances oder als ortsspezifisch) beschrieben werden. Er verwendet aber immer den Ausdruck, „das Happening“, weil das Involvieren der Öffentlichkeit und der authentische Ausdruck für ihn wichtigsten Aspekte sind.
Manchmal verwischt der Künstler während der Aktionen komplett die Grenzen zwischen der Bühne und dem Publikum. Am Höhepunkt des Happenings Visio sequentes oder Über das vorzeitig geklonten Zeitalter eines Planeten z. B. verteilte er die anwesenden Künstler, es waren auch geistig behinderte Menschen darunter, unter den Zuschauern. Das Publikum war recht schockiert und schaute unbehaglich um sich. Die Menschen wollten herauszufinden „wer wer ist“ oder „wer hier der nicht Normale ist“. Kristek brachte die Zuschauer dazu sich zu fragen, wo denn die Grenzen sind und ob sie überhaupt existierten. Er wollte nicht, dass der Zuschauer die Situation versteht, sondern dass er sie „erlebt“. Kristeks Ziel ist es immer, eine Grenzsituation herbeizuführen. Die Liminalität öffnet den Pfad zur Transformation. Der geschockte oder verunsicherte Zuschauer wird dabei von seinen eigenen Stereotypen befreit und hat dadurch die Möglichkeit, diese von einem distanzierten Standpunkt aus neu zu definieren.
Das Magazin Medizin + Kunst analysiert Kristeks Veranstaltungen folgendermaßen:

„Wir sehen in jenem seiner künstlerischen Verfahren Anlehnungen an die Freudsche Psychoanalyse. Wir können in seinen Happening und Performances diverse Verbindungen zu Salvador Dalis sogenannter ‚Activité Paranoique Critique‘ erkennen, in der der Künstler die Möglichkeit besitzt, seine außerordentlichen Fähigkeiten zu steigern, um sich in einen tranceartigen Zustand zu versetzen – dies Alles mit völlig ungewissem Ausgang. (…) Dabei versucht Lubo Kristek neue Räume zu öffnen, unbekannte Saiten in der Seele des Betrachters zum Schwingen zu bringen und als Ziel seiner Performances durch Schaffenskraft und künstlerische Intuition den Tod mental zu überwinden.“

### Holographische Wahrnehmung
Lubo Kristek sucht nicht nur das authentische Erlebnis und das Teilen eines gemeinsamen Raumes mit den Zuschauern. Er geht weiter in einem spezifischen Weg der Wahrnehmung, welchen er holographische Wahrnehmung nennt. Er organisiert Szenen in einer nicht-linearen Form, sodass der Verlauf der Happenings kein verbundenes Kontinuum darstellt. Ganz im Gegenteil gibt es verschiedene Aktionen, die zur selben Zeit stattfinden. Nach seiner Theorie gestaltet sich somit ein plastischeres, holografisches Bild in den Köpfen der Betrachter. Die verschiedenen Schichten der Szenen, sowie auch die Bedeutungsschichten, resultieren nicht in einer Zerstörung der Wahrnehmung, sondern in einer Schärfung und Betonung des Einflusses auf die Emotionen, die Kreativität und Intuition des Betrachters.

### Sukzessive geschichtetes transmediales Werk
Kristeks Arbeit mit verschiedenen Techniken ist nicht isoliert. Ganz im Gegenteil, diese sind miteinander verbunden, und manchmal bilden sie ein Netz. Lubo Kristek bringt dadurch ein sukzessive geschichtetes transmediales Werk hervor. Sein Kunstwerk in einer Technik wird so zu einem Ausdrucksmittel eines Kunstwerkes in einer anderen Technik. Das komplette Kunstwerk hat somit seinen Ursprung in einer Vielzahl an Medien. Zum Beispiel wurde seine Statue Pyramidae-Klipteon zu einer „Requisite“ für das Happening Pyramidae-Klipteon II (2002). Dann nutzte der Künstler die Szene des Happenings für eine der Bedeutungsschichten seiner Gemälde In Gefangenschaft der weltlichen Kathedrale (2002–2003) und Der latente Spinnereiflug in die siebte Dimension (2003). Er hat auch eine Szene seines Happenings Empfängnis durch die Zeit oder Sarkophag der Träume (2001) in das zweite Gemälde eingearbeitet.

„Lubo Kristek pflegt als Surrealist bezeichnet zu werden, als ein Künstler also, welcher hinter und über die Realität hinaus zu sehen vermag und den Traum als natürlichen Bestandteil der Wirklichkeit akzentuiert. Seine Inspirationen gehen jedoch bis auf Bosch zurück – mit dem großen Maler des 15. und 16. Jahrhunderts verbinden ihn vielfach die Sichtweise, der Sinn für das Bizarre, für skurrile Details. Anknüpfungspunkte ließen sich eine ganze Reihe nennen – letztendlich sind wir immer Teil einer natürlichen Verkettung und Resultierende von Einflüssen, die uns umkreisen und uns in ihre magischen Wellen einfangen. Es sind dies zweifellos wichtige Einbindungen und es lohnt sich, sich mit ihnen zu befassen, aber für unsere Auskunft ist in diesem Moment die natürliche Gegenwart und Aktualität wichtig. Alle Aktivitäten Kristeks sind so. Sie reichen weit über das traditionell verstandene künstlerische Schaffen hinaus, das in gewissem Maße in der Isolation entsteht und sich dann der Welt offenbart. Bei Kristek geht es um einen Prozeß, der nicht nur in die Kolumne ‚hier ist Kunst‘ eintritt, sondern an Stellen durchsickert, wo wir Kunst nicht erwarten würden und wo sie uns umso mehr in Erstaunen versetzt und fasziniert. (…) Wir erlernen eine neue Sprache, mit der man die Welt beschreiben und ihr so näherkommen kann. Dies haben wir sehr nötig.“

## Werke (Auswahl)

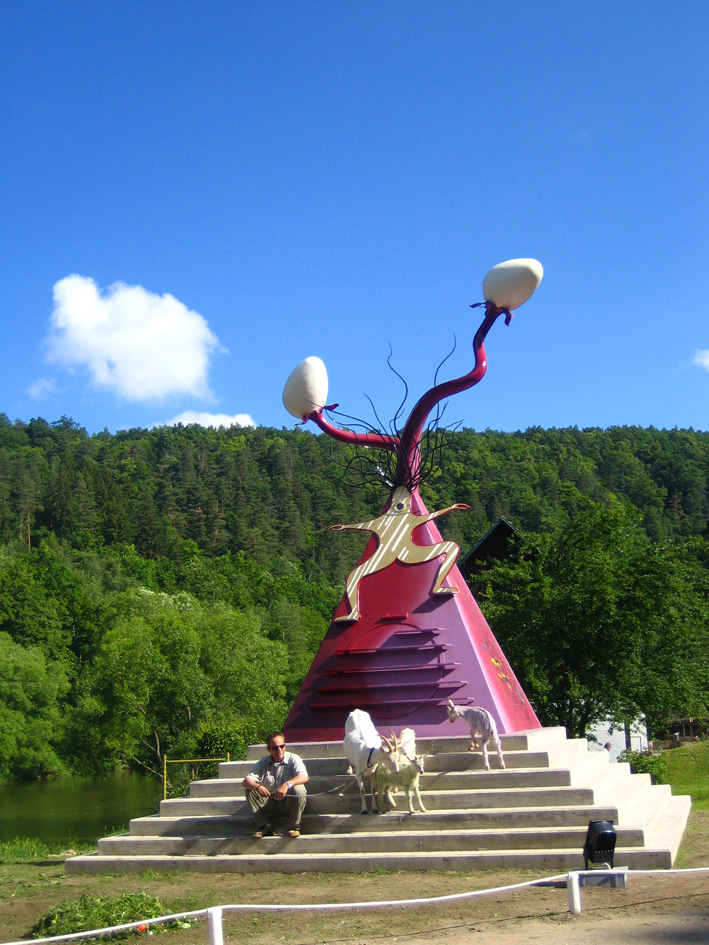
4. Station von Kristek’s Glyptothek im Thayatal, Podhradí nad Dyjí

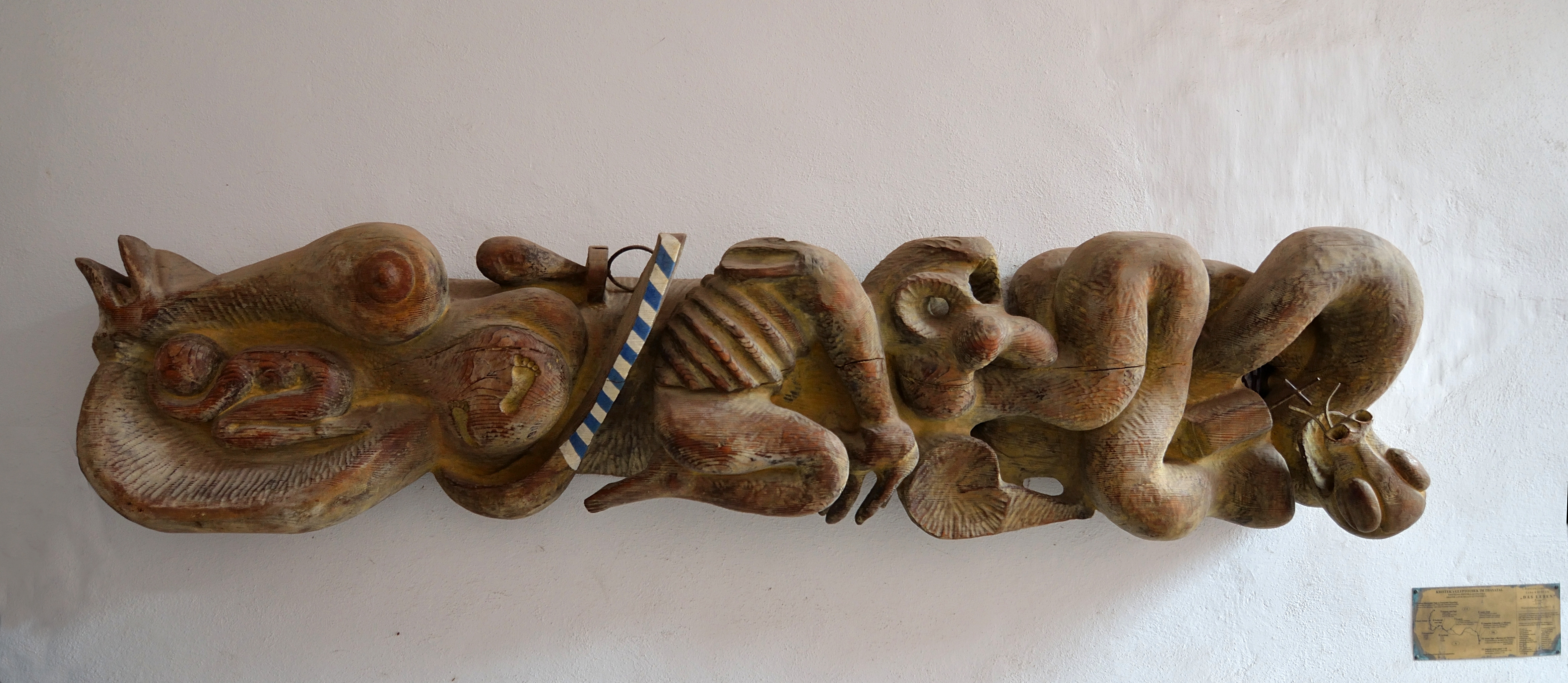
Lubo Kristek: Das Leben (1971–72), Schloss Drosendorf

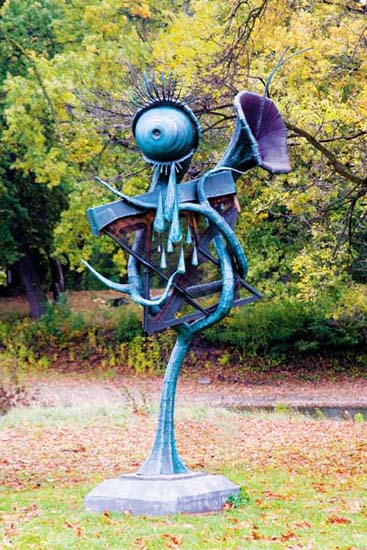
Lubo Kristek: Der Windharfenbaum (1992), Schlösschen Pohansko bei Břeclav

### Reliefs, Skulpturen und Plastiken
- 1964 Vision – Verbrennung Christi
- 1968 Thaya – Schicksal eines Baumes, Holzskulptur, 5. Station von Kristek’s Glyptothek im Thayatal, Vranov nad Dyjí (Tschechien)[40]
- 1971–72 Das Leben, Holzrelief, 3. Station von Kristek’s Glyptothek im Thayatal, Schloss Drosendorf (Österreich)[41]
- 1973 Djabel – der Teufel, Holzrelief, Privatbesitz
- 1974 Metapsychische Formen, Holzskulptur[42]
- 1977 Die Seele, Holzskulptur[43]
- 1978 Erlösung von den Leiden, Keramik, 7. Station von Kristek’s Glyptothek im Thayatal, Znojmo beim Kloster Louka (Tschechien)[44]
- 1982 Baum des Wissens, Holz/Metall, Großplastik, Ignaz-Kögler-Gymnasium, Landsberg am Lech[45]
- 1988 Der Trinkende, Brunnenbronzeplastik, Theresienbad Greifenberg
- 1991 Denkmal für fünf Sinne, Metall, Neues Stadtmuseum, Landsberg am Lech[46][47]
- 1992 Der Windharfenbaum, Metall, 9. Station von Kristek’s Glyptothek im Thayatal, Schlößchen Pohansko bei Břeclav (Tschechien)[48]
- 1994 Geburt und zugleich Verdammung der Kugel, Keramik, 8. Station von Kristek’s Glyptothek im Thayatal, Hansenburg (Tschechien)[49]
- 2005–6 Die Entstehung, Metall, 1. Station von Kristek’s Glyptothek im Thayatal, Quelle der Mährischen Thaya, bei Panenská Rozsíčka (Tschechien)[50]
- 2006 Die Suchenden, Gips-Original, Kristek-Raum, Schloss Ruegers (Österreich)[51]
- 2006 Steine der Wünsche, 2. Station von Kristek’s Glyptothek im Thayatal, Staré Hobzí (Tschechien)[52]
- 2006 Kosmische Zeiteinteilung parapyramidaler Potenz, Metall, Großplastik, 4. Station von Kristek’s Glyptothek im Thayatal, vor dem Schlößchen Lubo, Podhradí nad Dyjí (Tschechien)[53]
- 2006 Kristek’s Glyptothek im Thayatal, diverse – Kunstphilosophisches Pilgern entlang des Flusses Thaya in 11 Stationen[54]
- 2015 Die Suchenden – Organische Formen, Metall, 10. Station von Kristek’s Glyptothek im Thayatal, Zusammenfluss von Thaya und March (bei der Gemeinde Sekule)

### Assemblagen
- 1969 Die Fliegende[55]
- 1969 Die Tragende[56]
- 1973 Fenster der Sünden
- 1975–76 Metastation der zurückgelassenen Töne, ausgestellt: Kristek-Raum, Palace Ruegers (Österreich)[57]
- 1983 Stacheldraht-Christi,  Kantabrien (Spanien)[58]
- 1986 Meeres-kavallo, Rom (Italien)[59]
- 1989 Gloria, Geburt des Homo Divinensus – Intelektes[60]
- 1975–92 Automatische Gedankengänge – Tisch, ausgestellt: Schlösschen Lubo, Podhradí nad Dyjí (Tschechien)[61]
- 1992 Die Tür, diese Assemblage entstand auf dem Happening Raum der Seele (1992) in Landsberg am Lech[62]
- 1994 Auf der Müllgrube der Zeiten ausgestellt: Kristek-Raum, Palace Ruegers (Österreich)[63]
- 1994 Familie mit dem unsichtbaren Mann[64]
- 1998 Frequenz der Sinne, für Bursa Rathaus (Türkey)
- 2000 Arachnologia Adé[65]
- 2001 Empfängnis durch die Zeit[66]
- 2001 Orgasmen der diversen Demagogien[67]
- 2003 Im vorzeitig geklonten Zeitalter eines Planeten[68]
- 2007 Präludia des Franz Liszt[69]
- 2007 Requiem für Mobiletelephones[70]
- 2010 Das letzte Tor
- 2010 EU 2010 – Schroffe Bemühung eines paraplegischen blutigen Kobolds[71]
- 2015–17 Kristek-Haus, monumentale Assemblage, Brno (Tschechien)

### Gemälde
- 1974–75 Himmelsautobahn der Tante Fränzi, Öl auf Leinwand, Neues Stadtmuseum, Landsberg am Lech[72]
- 1976 Die absolute gläserne Lebensmaschine, Öl auf Spanplatte, Privatbesitz[73]
- 1974 Die Verfolgung der Erde, Seccomalerei, Augsburg[74]
- 1975–76 Allseitige Hochspannung, Öl auf Leinwand[75]
- 1976 Kritische Defloration des Geistes, Öl auf Leinwand, Privatbesitz[76]
- 1977 Gemeinsame Spannungen mit Akcent des „black holes“, Wandmalerei, Los Angeles (USA)[77]
- 1977 Glut – Leben – Ewigkeit, Wandmalerei, San Francisco (USA)[78]
- 1977 Transzendentale Komposition zwischen Leid und Hoffnung, Wandaltar, Kapelle, Penzing[79]
- 1978–82 Das vermooste Telefongespräch, Öl auf Leinwand[80]
- 1995 Suite für ein von einer masochistischen Tuba attackiertes biophiles Klavier, Öl auf Leinwand[81]
- 1995 Waldimpression, Öl auf Leinwand[82]
- 1976–2000 Wohin nur die Vögel können, Öl auf Leinwand, Privatbesitz[83]
- 1996 Naděžda’s Akkord in der Landschaft, Öl auf Leinwand[84]
- 2003 Der Latente Spinnereiflug in die siebte Dimension[85]
- 2003 Die Wüstenmadonna, Öl auf Leinwand[86]
- 2009 Friedhofsdornröschen, Autoportrait[87]

### Happenings, Performances
- 26. Juli 1973, Kristeks Nachtvernissage – Landsberg am Lech
- 26. Juli 1975, Kristeks Nachtvernissage – Landsberg am Lech
- 31. Juli 1976, Kristeks Nachtvernissage – Landsberg am Lech
- 11. Juni 1977, Amerikanischer Zyklus 77 – Los Angeles (USA), Beyond Baroque Gallery
- 12. September 1977, Amerikanischer Zyklus 77 – Vancouver Multicultural Society (USA)
- August 1983, Wiederentstehung der Kristekschen Phantasie – Kleinkitzighofen
- 24. Februar 1989, Adé Dalí – Müssiggengelzunfthaus, Kempten, Kristek’s Hommage an Salvador Dalí
- 12. Dezember 1992, Raum der Seele – Neues Stadtmuseum Landsberg am Lech
- 30. Juli 1994, Ein Karren voller Klänge – Burgruine Freistein
- 12. August 1995, Mythologische Landschaft Nr. 95 in 3 Akten – Wasseroberfläche der Thaya bei Podhradí nad Dyjí (Tschechien)
- 27. Juli 1996, Beisetzung der siebensündigen Erbschaft oder Dort, wo das Evrum geboren wird – Friedhof in Südmähren
- 20. Juni 1998, und 26. Juni 1998, Liebe in circulo vitioso in finito secundi milenii – Landsberg am Lech, Hauptplatz, und Brünn (Tschechien), Stadtpark
- 6. November 1998, Frequenz der Sinne – Bursa (Türkei), vor dem Rathaus
- 1. Juli 2000, Eröffnung des Kristekparks – Podhradí nad Dyjí (Tschechien)
- 28. März 2001, Arachnologia adé – Podhradí nad Dyjí (Tschechien)
- 4. August 2001, Empfängnis durch die Zeit oder Sarkofag der Träume – Gelände und Galerie des Künstlers
- 8. bis 11. November 2001, Raum der Seele II, Bühnenhappening – Hasselt (Belgien), Stadttheater
- 1. Juni 2002, Pyramidae Klipteon II – Schlösschen Lubo, Podhradí nad Dyjí (Tschechien)
- 4. Juli 2003, Visio Sequentes, Phyloklonogenetisches Gedicht – Katakomben in Znaim (Tschechien)
- 20. Mai – 22. Juli 2006, Kristek’s Glyptothek im Thayatal,  10 Happenings
- 22. Juli 2006, Die Suchenden – am Zusammenfluss von March und Thaya im 3-Länder-Eck (Slowakei/Österreich/Tschechien)
- 13. April 2007, Requiem für Mobiltelefone I – Tageszeitung Rovnost, Znaim (Tschechien)
- 24. April 2007, Requiem für Mobiltelefone II – Wien, Mariahilfer Straße
- 16. Mai 2007, Requiem für Mobiltelefone III – Barockschloss Riegersburg (Österreich)
- 10. Mai 2008, Das dritte Auge der Fernverständigung (Requiem für Mobiltelefone IV) – Landsberg am Lech, Neues Stadtmuseum
- 16. August 2008, Phylogenesische beträchtlich feuchte Hochzeit – Zur Mondfinsterniss, Janohrad (Tschechien)
- 28. April 2009, Fall des Eisernen Vorhanges – Barockschloss Riegersburg (Österreich)
- 5. Juni 2010, Requiem für Mobiltelefone V – Schloss Sucha Beskidzka (Polen)
- 1. November 2012, Tor in eine neue Dimension – Schloss Sychrov (Tschechien)
- 25. Mai 2013, Surreale Kakophonie – Hansenburg (Tschechien)
- 14. September 2013, Zeugenschaft der Seele – Jihlava (Tschechien), Stadttheater
- 7. Juni 2014, Der Kreuzweg – Burg Landstein (Tschechien)
- 28. April 2015, In Gefangenschaft des blauen Tango – Barockschloss Riegersburg (Österreich)
- 15. August 2015, Die Suchenden – Organische Formen – Sekule (Slowakei)
- 30. September 2015, Die Jagd – Schloss Křtiny (Tschechien)